# کوپرن ۶۷۹۸
سیارک ۶۷۹۸ (به انگلیسی: 6798 Couperin، نامگذاری:1993JK1) شش هزار و هفتصد و نود و هشتمین سیارک کشف شده‌است که در ۱۴ مه ۱۹۹۳ کشف شد.
قدر مطلق سیارک برابر ۱۳٫۱۰ است.